# 나가노 가즈오
나가노 가즈오(일본어: 永野 一男, 1952년 8월 1일 - 1985년 6월 18일)는 도요타상사의 회장이다. '도요타상사 사건'의 주모자로 무려 7500억원이나 되는 돈을 횡령한 것으로 알려져있다. 1985년 자신의 집에 두 명의 남자가 창문을 깨고 침입하여 기자들이 보는 앞에서 살해당했다.